# Distretto di El Amria
Il distretto di El Amria è un distretto della provincia di ʿAyn Temūshent, in Algeria, con capoluogo El Amria.

## Comuni
I comuni del distretto sono:
- El Amria
- Bou Zedjar
- Ouled Boudjemaa
- El Messaid
- Hassi El Ghella